# Edward Brzostowski
Edward Brzostowski (ur. 1 stycznia 1935 w Straszęcinie, zm. 1 maja 2020 w Mielcu) – polski polityk, poseł na Sejm IV kadencji, samorządowiec, przedsiębiorca, działacz sportowy i prezes PZPN (1985–1986).

## Życiorys

### Wykształcenie i praca zawodowa
Syn Franciszka i Weroniki. Jako 16-latek rozpoczął pracę zawodową w Stoczni Gdańskiej; od 1954 pracował w Dębicy. Przechodząc przez różne szczeble zawodowe, w 1969 doszedł do stanowiska dyrektora Kombinatu Rolniczo-Przemysłowego Igloopol w Dębicy (do 1978 nosił on nazwę Przedsiębiorstwo Przemysłu Chłodniczego w Dębicy). W 1968 ukończył studia na Wydziale Produkcji i Obrotu Towarowego Wyższej Szkoły Ekonomicznej w Krakowie. Został także absolwentem Wyższej Szkoły Nauk Społecznych przy Komitecie Centralnym PZPR w Warszawie. Od marca 1976 był członkiem ORMO. Był współwłaścicielem i prezesem przedsiębiorstwa wielobranżowego „Dexpol” w Dębicy.
W 1978 należał do współtwórców, a następnie był wieloletnim prezesem LKS Igloopol Dębica (na początku lat 90. piłkarze tego klubu grali w I lidze – najwyższym ówczesnym poziomie ligowym). W kwietniu 1985 został wybrany na prezesa Polskiego Związku Piłki Nożnej, zrezygnował w październiku 1986.
W 1988 wyróżniony wpisem do „Księgi zasłużonych dla województwa krośnieńskiego”.

### Działalność polityczna
Kierował zarządem miejskim Związku Młodzieży Polskiej. Od września 1955 do rozwiązania należał do Polskiej Zjednoczonej Partii Robotniczej. W marcu 1961 starszym instruktorem, a w czerwcu 1966 członkiem i sekretarzem ds. ekonomicznych Komitetu Powiatowego PZPR w Dębicy (którym był przez trzy lata), a następnie zasiadał w Komitecie Wojewódzkim PZPR. Przewodniczył także powiatowym strukturom Towarzystwa Przyjaźni Polsko-Radzieckiej. W latach 1983–1989 zajmował stanowisko podsekretarza stanu w Ministerstwie Rolnictwa i Gospodarki Żywnościowej.
W 1989 bez powodzenia kandydował do Senatu w województwie tarnowskim. W 2001 uzyskał mandat posła na Sejm IV kadencji z ramienia koalicji SLD-UP, z rekomendacji Sojuszu Lewicy Demokratycznej w okręgu rzeszowskim. W listopadzie 2002 złożył mandat poselski w związku z wyborem na burmistrza Dębicy.
W 2006 ubiegał się o reelekcję w wyborach samorządowych, przegrywając w II turze z kandydatem Prawa i Sprawiedliwości Pawłem Wolickim (uzyskując 44,62% głosów). W 2010 został radnym sejmiku podkarpackiego z listy SLD, a następnie został jego wiceprzewodniczącym. W 2014 i 2018 ponownie ubiegał się o miejsce w sejmiku, jednak komitet SLD Lewica Razem nie uzyskiwał mandatów.

### Postępowania karne
W styczniu 2003 został zatrzymany przez funkcjonariuszy Centralnego Biura Śledczego, a następnie prokurator Prokuratury Okręgowej w Rzeszowie przedstawił mu zarzuty fałszowania faktur VAT, dokonanego przy współpracy ze zorganizowaną grupą przestępczą, podejrzewaną o pranie brudnych pieniędzy. Zwolniono go za poręczeniem majątkowym w wysokości 50 tys. zł. Akt oskarżenia w tej sprawie został w 2006 skierowany do Sądu Rejonowego w Krakowie. W czerwcu 2011 w pierwszej instancji został uznany za winnego udziału w tej grupie i skazany na karę jednego roku i ośmiu miesięcy pozbawienia wolności z warunkowym zawieszeniem na pięcioletni okres próby i karę grzywny.
W lutym 2007 został w pierwszej instancji skazany na karę ośmiu miesięcy pozbawienia wolności z warunkowym zawieszeniem jej wykonania na okres próby wynoszący trzy lata za bezprawne zwolnienie z pracy strażnika miejskiego, który odmówił anulowania mandatu żonie jego znajomego. W maju 2008 Sąd Okręgowy w Tarnowie uniewinnił go od zarzutu narażenia miasta na szkody.

## Pogrzeb
Edward Brzostowski zmarł 1 maja 2020. 5 maja 2020 został pochowany w grobowcu rodzinnym na cmentarzu parafialnym w Straszęcinie. Podczas uroczystości pogrzebowych były przewodniczący SLD Krzysztof Janik odczytał list pożegnalny od byłego prezydenta Aleksandra Kwaśniewskiego. W uroczystościach pogrzebowych wzięli udział także m.in. poseł Wiesław Buż i burmistrz Dębicy Mariusz Szewczyk.